# Ludwig Bogen
Ludwig Johann Karl Bogen (Ludwig war der Rufname; er wurde jedoch Louis genannt) (* 7. Juni 1809 in Michelstadt; † 6. April 1886 in New Ulm (Minnesota)) war ein hessischer Politiker und ehemaliger Abgeordneter der Frankfurter Nationalversammlung sowie der 2. Kammer der Landstände des Großherzogtums Hessen.

## Familie
Louis Bogen war der Sohn des gräflich erbach-fürstenauischen Kammerrates Georg Heinrich Bogen (1780–1841) und dessen Frau Maria Katharina geborene Rexroth. 1854 heiratete Louis Bogen in Cincinnati Margaretha geborene Nix aus Bingen.

## Ausbildung und Beruf
Louis Bogen studierte 1827 bis 1831 Rechtswissenschaften in Gießen und Bonn. Während seiner Studienzeit schloss er sich 1827 der Alten Gießener Burschenschaft Germania und 1829 der Burschenschaft Germania Bonn an. 1834 wurde er Hofgerichtssekretariatsakzessist am Hofgericht Gießen.

## Politik
1835 wurde er wegen angeblicher Teilnahme am Frankfurter Wachensturm verhaftet und verbrachte die Zeit bis 1838 in Untersuchungshaft in Darmstadt. 1838 wurde er vom Hofgericht Gießen wegen Hochverrates zu 8 Jahren Zuchthaus verurteilt, aber bereits 1839 begnadigt. Unter dem Namen Louis Bogen ist er im Schwarzen Buch der Frankfurter Bundeszentralbehörde (Eintrag Nr. 149) festgehalten.
Er verließ daraufhin das Großherzogtum und lebte in Bern, wo er 1838 bis 1848 Verwaltungsbeamter war. Nach der Revolution von 1848 im Großherzogtum Hessen kehrte er zurück und führte die Revolution in Erbach an. Er leitete die historische Odenwälder Volksversammlung auf dem (heutigen Wiesenmarkt-)Gelände neben dem Schützenhaus und wurde für den 4. Wahlkreis des Großherzogtums Hessen (Erbach) in die Frankfurter Nationalversammlung gewählt. Dort war er Mitglied der Fraktion Deutscher Hof. 1849 nahm er am badischen Aufstand teil und wurde in Michelstadt wegen Landesverrats verhaftet, in Darmstadt aber vom Assisenhof gerichtlich freigesprochen.
In der 13. und 14. Wahlperiode (1850–1853) war Ludwig Bogen Abgeordneter der zweiten Kammer der Landstände des Großherzogtums Hessen. In den Landständen vertrat er den Wahlbezirk Starkenburg 9/Michelstadt. Am 28. Juli 1853 wanderte er als Forty-Eighters in die Vereinigten Staaten aus. Dort war er Herausgeber der New Ulm Post in New Ulm (Minnesota). Er arbeitete außerdem als Privatlehrer und Rechtsanwalt. Seine spätere Frau Margareta war bereits ein Jahr zuvor ausgewandert.

## Ehrungen
Nach Ludwig Bogen ist die Ludwig-Bogen-Straße in Michelstadt benannt.